# Whiting (Kansas)
Whiting és una població dels Estats Units a l'estat de Kansas. Segons el cens del 2000 tenia 206 habitants.

## Demografia
Segons el cens del 2000, Whiting tenia 206 habitants, 91 habitatges, i 55 famílies. La densitat de població era de 78,7 habitants/km².
Dels 91 habitatges en un 26,4% hi vivien nens de menys de 18 anys, en un 49,5% hi vivien parelles casades, en un 6,6% dones solteres, i en un 38,5% no eren unitats familiars. En el 37,4% dels habitatges hi vivien persones soles el 15,4% de les quals corresponia a persones de 65 anys o més que vivien soles. El nombre mitjà de persones vivint en cada habitatge era de 2,26 i el nombre mitjà de persones que vivien en cada família era de 2,93.
Per edats la població es repartia de la següent manera: un 23,8% tenia menys de 18 anys, un 9,2% entre 18 i 24, un 29,1% entre 25 i 44, un 22,3% de 45 a 60 i un 15,5% 65 anys o més.
L'edat mediana era de 38 anys. Per cada 100 dones de 18 o més anys hi havia 86,9 homes.
La renda mediana per habitatge era de 24.792 $ i la renda mediana per família de 39.167 $. Els homes tenien una renda mediana de 30.694 $ mentre que les dones 19.792 $. La renda per capita de la població era de 18.353 $. Entorn del 9,6% de les famílies i el 14,8% de la població estaven per davall del llindar de pobresa.

## Poblacions més properes
El següent diagrama mostra les poblacions més properes.